# کاریوگینو
کاریوگینو (انگلیسی: Karyugino) یک شهرک در شهرستان اوفیمسکی استان باشقیرستان کشور روسیه است.